# Feature (журналистика)
Тексты feature -  это научно-популярный рассказ о новостях, подробно освещающий одну тему. То, что в российской журналистике принято называть «публицистикой», англичане обозначают более нейтральным термином feature, который охватывает широкий спектр текстов, представленных в различных СМИ и разнообразных по тематике, структуре и длине. Тексты feature обычно делятся на две категории: новостные статьи и статьи, представляющие интерес для людей. Новостная функция - это исследование проблем, описание новостных событий или анализ тенденций.  Тесты feature, представляющий интерес для людей - креативные, порой субъективные статьи, предназначенные прежде всего для развлечения и во вторую очередь для информирования. Акцент делается на человеческих элементах истории, а не на ее внутренней важности.

## Особенности и структура
Тексты feature  – это медиа материалы, которые отличаются указанием авторства и тематической соотнесенностью с определенными медиа-топиками, такими как путешествия, спорт, образование, культура, социальные вопросы, театр, кино, мода и другие. Публикуются на специальных страницах с соответствующим названием и могут быть различного размера – от краткой заметки до развернутого очерка.
Материалы обычно представляют события и информацию в форме повествовательного рассказа с сюжетом и персонажами. Содержание в них основано на реальных событиях. Они используют креативность и субъективность для создания эмоциональной связи с читателями, а также могут выявлять универсальные черты человеческой природы. В отличие от прямых новостей, целью журналистских материалов является не только информирование, но и развлечение читателей. Несмотря на достоверность фактов, материалы feature менее объективны, чем прямые новости. Тема обычно не привязана к определенному времени и не требует быстрого реагирования из-за актуальности. Зачастую написаны в активном стиле с акцентом на динамичный и развлекательный текст.

## Лингвистическая специфика и выразительность
Тексты группы feature имеют общие черты на языковом уровне, обладают сбалансированным морфосинтаксическим строем. Особенность сочетания слов и выражений, направлена на создание художественного эффекта. Характеризуются высокой номинативностью, использованием идиоматических выражений, а также широким спектром лингвистических средств выразительности. Одной из ключевых особенностей на морфосинтаксическом уровне является частое использование описательных конструкций, таких как наречие + прилагательное, наречие + глагол и прилагательное + существительное.
Тексты характеризуются более сложной структурой синтаксических словосочетаний, которые могут включать несколько компонентов с сложной морфологической структурой. Среди описательных конструкций, используемых в текстах, стоит выделить словосочетания, созданные на основе приема "уподобление слову", широко применяемого в индивидуально-авторском стиле.
Одним из ключевых признаков текстов на лексико-фразеологическом уровне является большое количество коннотативных словосочетаний с экспрессивно-эмоциональным оценочным компонентом. Диапазон коннотативных значений более широкий и разнообразный, от однозначно оценочных оттенков до различных эмоциональных значений. Такие словосочетания с прилагательными, имеющими оценочное значение, часто используются в телевизионных и радиотекстах, помогая ведущему установить контакт с аудиторией. Использование значений с эмоционально-экспрессивным компонентом зависит от индивидуальных особенностей авторского стиля. Уровень коннотативности также зависит от тематики контента, чаще встречается в материалах о музыке, культуре и театре.
Существенной чертой текстов feature является широкое использование стилистических средств, включая яркие сравнения и метафоры, уровень которых зависит от темы и индивидуального стиля автора. Разнообразные виды синтаксических повторов также характерны для текстов feature , улучшая их выразительность. Важную роль играют культуроспецифичные словосочетания, которые передают информацию о культуре и ее особенностях и добавляют креативный элемент и стилистическое разнообразие.

## Типы
Разнообразные категории материалов feature в журналистике охватывают широкий спектр тем, включая серьезные и юмористические аспекты, а также жизненные ситуации и легкие заметки.
Новостной обзор типа backgrounder является аналитическим материалом, предоставляющим дополнительные данные и подробности о персонах или событиях, обсуждаемых в новостях, с целью обеспечения более глубокого понимания их значения и последствий для общества. Эти статьи, как правило, имеют больший объем, около 600 слов, и направлены на изучение влияния событий на социальную динамику и человеческое поведение. Цветовой материал feature ориентирован на выявление необычных, развлекательных аспектов события.
Материалы формата follow-up представляют собой форму периодической публикации, хронологически связанную с первичным информационным сообщением и направленную на поддержание актуальности освещаемой темы в общественном дискурсе. Временной интервал между публикациями может варьироваться от суток до нескольких месяцев в зависимости от динамики развития события. Материалы follow-up  содержат  дополнительные сведения, углубленный анализ или экспертные мнения,  способствующие более полному и всестороннему освещению проблематики.
Редакционная часть газеты включает редакционные статьи, написанные редактором или специализированным автором, отражающие позицию издания по актуальным вопросам.  Они не имеют авторской подписи и сопровождаются дополнительными материалами, предоставляющими глубокий анализ новостных тем с комментариями автора. Редакционные страницы публикуют материалы о людях различных сфер деятельности и социальных групп, представляющих интерес для читателя. Это могут быть как известные личности, так и обычные люди, совершившие выдающиеся поступки или ставшие участниками значимых событий. В таких публикациях акцент делается на уникальном жизненном опыте, достижениях и интересных деталях биографии героев.
Специализированные материалы в газетах фокусируются на конкретных темах, таких как здоровье, образование, путешествия, наука и местное управление, и обычно они представлены специализированными корреспондентами. Рецензии на оперы, концерты, спектакли, книги и другие произведения часто предоставляются журналистам бесплатно с ожиданием подробного анализа, но без обязательства писать положительные отзывы.
Рекламные статьи - это материалы, оплаченные рекламодателями, но представленные в редакционном стиле и помеченные как «реклама» или «специальный проект». Тематика рекламных статей разнообразна, от обзоров товаров и услуг, до освещения деятельности компаний. Специфика рекламных статей заключается в необходимости  согласования готового материала с рекламодателем, что обусловлено его финансовой вовлеченностью в процесс.